# Wilhelm Bender (Theologe)
Wilhelm Bender (* 15. Januar 1845 in Münzenberg (Hessen); † 8. April 1901 in Bonn) war ein protestantischer Theologe.
Bender studierte seit 1863 in Göttingen und Gießen, besuchte 1866–67 das Predigerseminar zu Friedberg und wurde Religionslehrer am Gymnasium und Hilfsprediger in Worms; 1876 folgte er einem Ruf nach Bonn als ordentlicher Professor der Theologie.
1883 rief seine Festrede zum 400sten Geburtstag Martin Luthers einen Sturm der Entrüstung von Seiten des orthodoxpietistischen evangelischen Klerus der beiden westlichen preußischen Provinzen, der sich verletzt fühlte, hervor. 1888 wechselte er auf eine Professur für allgemeine Religionswissenschaft in der Philosophischen Fakultät in Bonn.

## Schriften
- Der Wunderbegriff des Neuen Testaments. Frankfurt 1871
- Schleiermachers Theologie. 2 Bde. Nördlingen 1876–78
- Johann Konrad Dippel, der Freigeist aus dem Pietismus. Bonn 1882
- Reformation und Kirchentum, eine akademische Festrede zur Feier des 400jährigen Geburtstags Martin Luthers. Bonn 1884 (in 9 Auflagen)